# Antibolschewistischer Block der Nationen

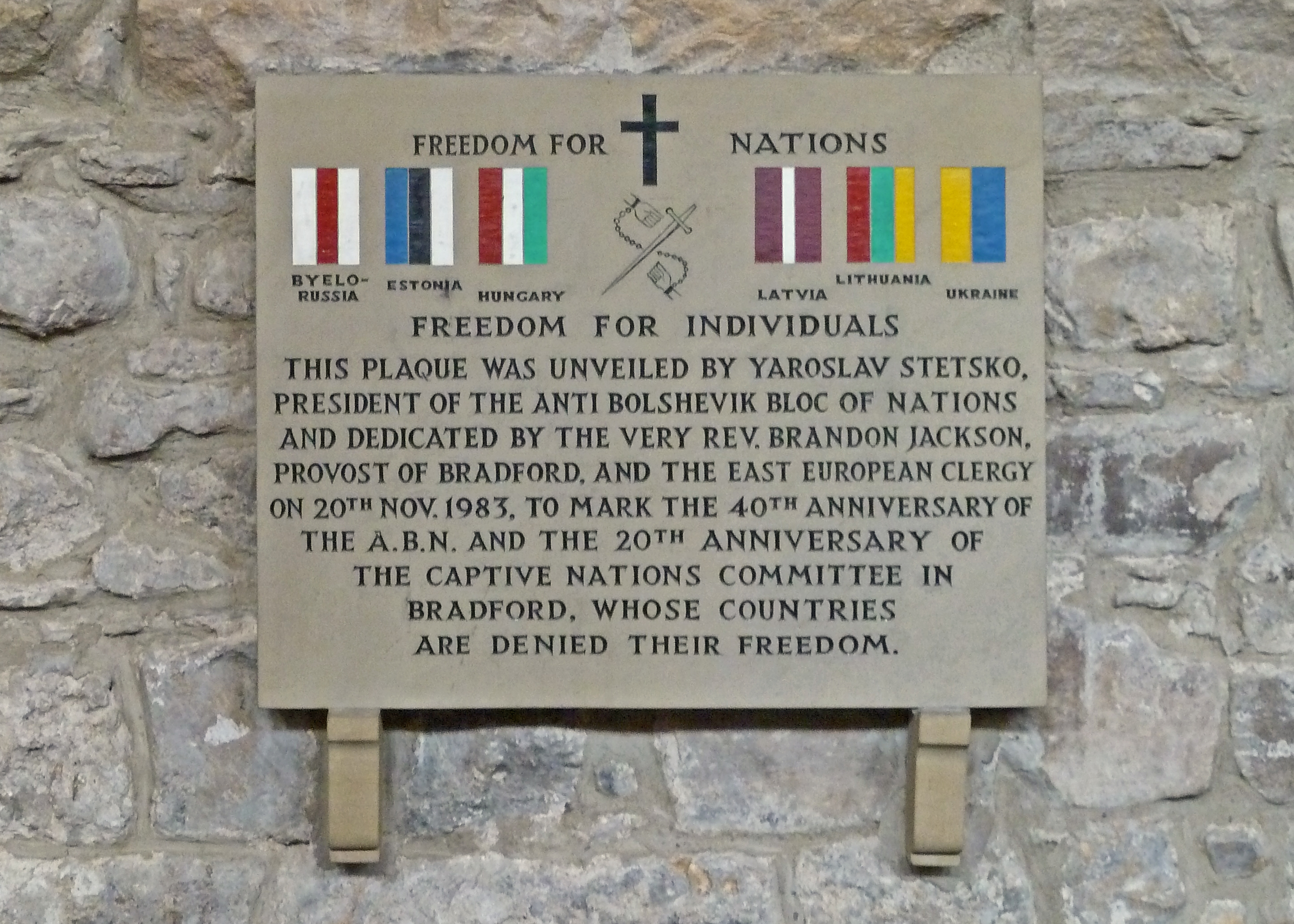
Vom Präsidenten des ABN enthüllte Gedenktafel an der Bradford Cathedral in West Yorkshire

Der Antibolschewistischer Block der Nationen (englisch Anti-Bolshevik Bloc of Nations; (ABN)) war eine Vereinigung der Befreiungsorganisationen der von dem Bolschewismus unterdrückten Völker unter Führung der Organisation Ukrainischer Nationalisten. Der ABN koordiniert die revolutionären Kräfte dieser Organisationen, die nach Vernichtung des bolschewistischen Regimes und Wiederherstellung der nationalen Staaten ihrer Völker streben. Darüber hinaus arbeitete der ABN eng mit den westlichen Geheimdiensten zusammen.

## Geschichte
Der ABN geht auf eine Konferenz zurück, die am 21. und 22. November 1943 auf Initiative der Ukrainischen Aufständischen Armee (UPA) und der Organisation Ukrainischer Nationalisten im Gebiet von Schytomyr abgehalten wurde. In dieser Konferenz formierten sich Ukrainer, Weißruthenen, Aserbaidschaner, Baschkiren, Armenier, Georgier, Kabardiner, Turkestaner, Ossetiner, Tataren, Tscherkessen und Tschuwaschen zu einer Anti-Bolschewistischen Front. Gegner war damals nicht nur Sowjetunion, sondern auch das Deutsche Reich.

Nach dem Krieg wurde diese Gruppierung unter dem Namen ABN am 16. April 1946 von der Auslands-Sektion (Zch OUN) der OUN unter Stepan Bandera erneuert. Jetzt war die Sowjetunion alleiniger Gegner. Das Ziel des ABN war es, die Sowjetunion in einzelne souveräne Staaten aufzuteilen, also die Zerschlagung der Sowjetunion:
„Was wir wollen, ist die Zerschlagung des russischen Imperiums.“
Damit folgte der ABN dem Zersetzungsansatz gegenüber der Sowjetunion, den auch das deutsche Reichsministerium für die besetzten Ostgebiete während des Krieges unter dem Abteilungsleiter Fremde Völker Gerhard von Mende praktiziert hatte.
Seinen Sitz hatte die Organisation in München, zunächst in der Dachauer Straße 9, ab 1954 in der Zeppelinstraße 67. ABN und OUN waren untrennbar miteinander verbunden. Stepan Bandera führte die OUN, während sein Stellvertreter Jaroslaw Stezko den ABN leitete. Stezko wurde 1968 auch Führer der OUN und blieb zugleich Präsident des Antibolschewistischen Blocks der Nationen.

Beim ABN nutzte man den Begriff „versklavte Nationen“ (eng. „captive nations“) um Sympathien im Westen für die „Gefangenen Völker“ der Sowjetunion zu generieren. Das half beim Aufbau einer antikommunistischen Weltfront, die seitens des ABN zu Beteiligungen an verschiedenen Organisationen mit ähnlicher Zielsetzung führte, wie etwa dem antikommunistischen CEDI in München (Centre Européen de Documentation et d’Information). Stezkos Kommentar beim CEDI-Kongress 1959 verdeutlicht das:
„Die unterdrückten Völker hinter dem Eisernen Vorhang sind integraler Bestandteil Europas; ihr Streben nach Freiheit und Unabhängigkeit ist Teil ihres europäischen Erbes; und das Freie Europa muss sie ohne Unterlass unterstützen.“
Mit dem Beitritt zur World Anti-Communist League (WACL) bekam der ABN 1967 eine weltweite Plattform, die ihn nicht nur für die Geheimdienste, sondern auch für die Politik interessant machte. Letztlich blieb der Kern der Bestrebungen des ABN die Errichtung von Nationalstaaten auf ethnischer Basis auf dem Gebiet der Sowjetunion, wobei die eigene Rolle nie kritisch betrachtet wurde.
Vorsitzender des ABN war von der Gründung bis 1986 Jaroslaw Stezko, der während des deutschen Einmarsches in Lemberg 1941 eine unabhängige Ukraine ausgerufen hatte und danach zusammen mit Stepan Bandera bis 1944 im KZ interniert war. Seine Nachfolgerin war seine Ehefrau Jaroslawa Stezko. Der ABN organisierte Demonstrationen, Pressekonferenzen sowie Kongresse. Die Organisation kooperierte mit der World Anti-Communist League und dem European Freedom Council. Nach dem Zerfall der Sowjetunion und der Gründung der unabhängigen Republik Ukraine 1991 wurde der ABN 1996 aufgelöst.
Wie hoch der Anteil der Bemühungen des ABN an der Errichtung souveräner Staaten in Osteuropa war, ist schwer festzustellen. In der Erinnerung der Osteuropäer spielen die ABN-Vertreter zweifellos eine große Rolle und sie werden vielfach als Freiheitskämpfer verehrt, wobei deren Anteil an Kollaboration und Kriegsverbrechen hingegen häufig negiert oder relativiert wird.

## Strukturen
Geleitet wurde der ABN von einem Zentralkomitee unter dem Präsidenten Jaroslaw Stezko und drei Vizepräsidenten und einem Generalsekretär. Hinzu kam der Völkerrat der beteiligten Nationen, dessen Präsident der Slowake Ferdinand Durcansky war. Auch er hatte drei Vizepräsidenten. Für Einzelfragen waren Kommissionen eingerichtet worden: Zuständig für Nationenprobleme war Veli Kajum Khan (Turkestan), für Militärfragen Ferenc Farkas de Kisbarnak (Ungarn) und für Außenpolitik Michael Alschibaja (Georgien).
Die Operationszentrale in München verfügte daneben noch über Sektionen für Jugend, Spionageabwehr und Propaganda, wobei Spionageabwehr und Propaganda wohl nicht nach außen offiziell auftraten. Jede dieser Sektionen operierte unabhängig von den anderen.

## Beziehungen zu Geheimdiensten

### US-Amerikaner
Das Counter Intelligence Corps der US Army beobachtete den ABN in Bayern aufmerksam und stufte ihn schon im April 1946 als Bande ein, die nationalistisch, antiamerikanisch, antisowjetisch und antisemitisch orientiert sei. Das Führungspersonal des ABN bestand fast ausschließlich aus Nazi-Kollaborateuren, teils auch in Positionen, die an Kriegsverbrechen beteiligt waren, wie der vormalige slowakische Minister Durcanski oder der Weißrusse Radaslau Astrouski sowie aus vielen ehemaligen Angehörigen der Waffen-SS.
Zu letzteren gehörten der vormalige Kommandeur der ukrainischen Abwehr-Einheit „Roland“ Jewhen Pobihushchyi-Ren, zuletzt Regimentskommandeur der SS-Division „Galizien“. Nach dem Krieg lebte er in München und arbeitete für den Antibolschewistischen Block der Nationen (ABN). Der spätere Professor an der Freien Ukrainischen Universität München Ivo Polulach war 1941 Anführer eines Juden-Pogroms in Sambir/Ukraine und zuletzt Untersturmführer in der ukrainischen SS-Division. Polulach war unter dem Falschnamen Iwan Iwaschko eine Zeit lang Sekretär der Ukrainer im ABN. Er war Mitbegründer des ABN und der erste Sekretär für außenpolitische Beziehungen.

Die US-Amerikaner scheuten sich wegen des Risikopersonals, mit dem ABN zusammenzuarbeiten und gingen davon aus, dass der ABN von den Sowjets unterwandert wäre. Tatsächlich interessierten sich bereits 1946 die sowjetischen Sicherheitsorgane intensiv für den ABN, wie ein Geheimbericht der Central Intelligence Group (Vorläufer der CIA) festhielt:
„In Erwartung eines Konflikts mit der anglo-amerikanischen Welt bemühen sich die Sowjets, sich politisch auf allen Gebieten vorzubereiten. Einer der Aspekte dieser politischen Vorbereitung besteht darin, völlige Verwirrung über die innere Situation in der UdSSR zu erzeugen. So widmen die Sowjets nun den Separatistenbewegungen besondere Aufmerksamkeit. Sie haben viele MVD-Agenten in die Führung dieser Bewegungen im Ausland infiltriert. Diese Abgesandten sind von Moskau angewiesen, neue Kontakte zu knüpfen und engere Beziehungen zu den Anglo-Amerikanern aufzubauen. Die Separatistenbewegungen sollen als stark, gut organisiert und in der UdSSR als bestens vernetzt dargestellt werden.
Eine Erscheinungsform dieser Vorbereitungen ist die Organisation des Anti-Bolschewistischen Blocks (ABN) in den drei westlichen Zonen in Deutschland. Dieser Block ist das Ergebnis einer Allianz mehrerer Separatistengruppen unter Führung der ukrainische Nationalistenorganisation (OUN). Die Führer der OUN sind hauptsächlich Galizier aus der Westukraine, die niemals Teil der russischen Volksgemeinschaft waren. Zusätzlich zur OUN, sind im ABN auch Weißrussen, Kaukasier, Zentralasiaten und sogar Kosaken-Gruppen zusammengeschlossen. Der ABN erweckt den Eindruck, eine kraftvolle, weitverzweigte Gruppierung zu sein. In Wirklichkeit sind das alles kleine, künstliche Organisationen, die mit Ausnahme der OUN keine Partisanen auf russischem Boden haben."
Die US-Amerikaner störte 1946 die illegale Propagandaarbeit des ABN gegen die Sowjets und der US-Geheimdienst in München unter Boleslav Holtsman versuchte diese mit der Operation „Lynx“ zu unterbinden. Insgesamt misstrauten die US-Amerikaner der OUN unter Bandera und damit auch dem ABN und beobachteten beide Organisationen, während sie selbst mit dem Ukrainian Supreme Liberation Council (UHWR) zusammenarbeiteten.

### Briten
Ebenso wie die Auslands-Sektion der OUN wurde auch der ABN anfänglich vom britischen Geheimdienst MI6 finanziert, der dazu vatikanische Organisation zwischenschaltete, um die Herkunft der Gelder zu verschleiern. 1948 hatte sich der ABN zur führenden anti-kommunistischen Exilorganisation entwickelt, die in viele Geheimoperationen in Osteuropa eingebunden war und eng mit der UPA in der Ukraine verbunden war, die nach wie vor gegen die Sowjets kämpfte. Immer mehr Exilgruppen traten dem ABN bei, wobei der vormalige Abteilungsleiter Gerhard von Mende im Ostministerium eine entscheidende Rolle spielte. Mende arbeitete inzwischen für den britischen Geheimdienst und brachte diese Gruppen über seine Kontakte zu führenden Exilpolitikern aus Kriegszeiten zum ABN. Gemeinsames Kennzeichen dieser Gruppen war, dass es sich um vormalige Kollaborateure mit dem Nationalsozialismus handelte.
Im April 1948 schaltete Gerhard von Mende – sehr wahrscheinlich über Walter Schenk und Jaroslaw Stezko vom ABN – den Kontakt zwischen Bandera und dem MI6 – trotz Warnungen der Amerikaner an die Briten.
→ Hauptartikel: Gerhard von Mende
Mit Walter Schenk hatte Mende einen vormaligen SD-Sturmbannführer beim ABN installiert, der den Ukrainern als SD-Chef von Lemberg während der Besatzungszeit bestens bekannt war. Aufgabe von Schenk war es, für Mende die Verbindung zum ABN zu halten und die deutsche Ausgabe der ABN-Korrespondenz zu redigieren. Ab 1949 gab der ABN eine eigene Zeitschrift unter dem Namen ABN-Korrespondenz in Deutsch, Englisch und Französisch heraus, deren 1. Ausgabe in Deutsch am 5. September 1949 erschien. Die ABN-Korrespondenz erscheint bis heute, nunmehr  online unter dem Namen Anti-Imperial Block of Nations in der Ukraine.
Der ABN schaffte es im Kalten Krieg als Vertretung der antisowjetischen Unterstützernetzwerke sein Beziehungsgeflecht über Europa hinaus auch auf andere Kontinente zu tragen, in denen sich ähnliche Organisationen oder Filialen des ABN etablierten. Dabei erlangte der ABN die Unterstützung westlicher Politiker wie etwa die Scottish League for European Freedom (SLEF), die 1950 die erste internationale ABN-Konferenz in Edinburgh ausrichtete. SLEF-Chef John F. Stewart war zugleich Herausgeber des Foreign Affairs Information Service und er stellte dem MI6 die in München gedruckten Informationen des ABN zur Verfügung.
1954 begannen die Briten ihre Kontakte zu den Ukrainern zurückzufahren, nachdem sie erkannt hatten, dass ihre Verbindungen über die Ukrainer in die Sowjetunion unterwandert waren.

### Bundesrepublik Deutschland
Der ABN, dessen Jahresbudget Mitte der 50er Jahre 100.000 DM betrug, war zu großen Teilen von der OUN abhängig. Stetsko musste sich ab 1956 um andere Finanzquellen bemühen, weil Bandera der Meinung war, dass auch die anderen Nationen Beiträge leisten sollten. Offensichtlich kam Unterstützung von deutschen Quellen über Gerhard von Mende. Dessen „Büro für heimatvertrieben Ausländer“, das mit Regierungsbehörden verbunden war, verfügte bereits 1953 über ein Budget von 200.000 DM und sollte die Beobachtung der gesamten Emigration in Deutschland für den Verfassungsschutz garantieren. Hinzu kamen Kontakte des BND, der anstelle der Briten begannen, mit der OUN unter Bandera zusammenzuarbeiten. Da OUN und ABN verbunden waren, dürfte das auch den ABN betroffen haben, denn Gerhard von Mende war darin involviert.

## Positionen
Stezko, nach Stepan Bandera Führer der OUN und Präsident des "Antibolschewistischen Blocks der Nationen" proklamierte den bewaffneten "Befreiungskampf jenseits des Eisernen Vorhanges", den der Westen "politisch und technisch unterstützen" muss, ohne sich "auf irgendwelche Verhandlungen mit den bolschewistischen Tyrannen einzulassen". Die führenden Kommunisten in westlichen Ländern" sind "vor Gericht zu stellen und zum Tode zu verurteilen".
In ihrer Gründungserklärung vom April 1946 erklärte die ABN: "Der Bolschewismus ist die verbrecherische Theorie und Praxis einer terroristischen, überparteilichen Diktatur, die auch nur das kleinste bisschen Freiheit, Demokratie und Nationalität ausschließt". Die ABN erklärte die Sowjetunion zum "Gefängnis der Nationen" und erklärte die Auflösung der Sowjetunion zu ihrem Hauptziel. Als Teil ihrer Kritik an der UdSSR setzte die ABN die Sowjetunion mit Russland gleich und stellte die sowjetische Politik als bloße Fortsetzung der Politik des kaiserlichen Russlands dar. Typisch für diesen Standpunkt war ein ABN-Pamphlet, in dem es hieß: "Der aggressive und zerstörerische Bolschewismus stellt lediglich eine neue, höhere Form des russischen Imperialismus dar, der sich über Jahrhunderte hinweg durch die Eroberung fremder Länder und die Unterwerfung fremder Völker in Europa und Asien entwickelt hat".
Die ABN stellte die Russen als biologisch anders als die übrige Menschheit dar und beschrieb sie als Menschen mit einer genetischen Veranlagung zu extremer Gewalt und Aggression. Die ABN argumentierte, dass die Völker Osteuropas weiß seien und daher eine "natürliche" Freiheitsliebe hätten, während den Russen eine "natürliche" Neigung zu grausamer Willkür nachgesagt wurde, zurückgehend auf eine unglückliche Einmischung asiatischer Gene im Rahmen der mongolischen Eroberung Russlands im 13. Jahrhundert. Aufgrund dieses biologischen Unterschieds zwischen den weißen Völkern Osteuropas und den Russen, deren asiatische Gene sie deformiert hatten, schloss die ABN Russland von der Liste der Nationen aus, die sie befreien wollte. Während ihres gesamten Bestehens setzte die ABN die Russen und den Kommunismus mit ein und demselben gleich und betrieb eine Propaganda, die darauf abzielte, die Russen als ein absolut böses Volk zu "dämonisieren", für das keine Erlösung möglich war.

## Mitglieder des ABN
- Freies Armenien - Komitee
- Bulgarische Nationale Front
- Weißruthenischer Zentralrat
- Kosaken. Nationale Befreiungsbewegung
- Kroatische Nationale Befreiungsbewegung
- Tschechische Bewegung für Freiheit (Za svobodu)
- Tschechisches Nationalkomitee
- Estnische Befreiungsbewegung
- Union der estnischen Freiheitskämpfer
- Georgische Nationale Organisation
- Ungarische Befreiungsbewegung
- Ungarische Mindszenty-Bewegung
- Lettische Assoziation für den Kampf gegen den Kommunismus
- Litauische Wiedergeburtsbewegung
- Slowakisches Befreiungskomitee
- Nationales Turkestanisches Einheitskomitee
- Vereinigte Hetman-Organisation
- Organisation Ukrainischer Nationalisten
- Für die Freiheit Vietnams